# 索永布

索永布

索永布图案是第一世哲布尊丹巴呼图克图于1686年创造的索永布字母中的一个符号，此詞源於梵文中的「自生者」（svayambhu）一詞。索永布图案最上方是火团，蒙古先民信奉薩滿教，视火为吉祥如意和兴旺的种子。索永布图案上3个火舌表示过去、现在和未来，丰盈的意志都不可熄灭。火团下面是蒙古人民传统的象征物：太阳和月亮。火与日、月三者结合，显示繁荣昌盛，蒸蒸日上。上下两个三角形代表矛，矛头向下表示对敌人绝不宽容。上下两块长方形则是坚持正义和忠实的体现。图案正中的太极阴阳图案象征和谐，而分列左右的两块长方形在古书中代表城墙，表示全民团结如一人，比墙还坚实。黄色的索永布图案寓意深刻，一直是蒙古人民民族自由、独立的象征。
蒙古国的国旗上面就采用了索永布图案，在1993年以后发行的钱钞上面也采用了索永布图案。

## 旗帜

蒙古国国旗
博克多汗国国旗
蒙古革命临时政府国旗
蒙古人民共和国国旗（1924－1930）
蒙古人民共和国国旗（1924－1930）
蒙古人民共和国国旗（1924－1930，威廉·克兰普顿记载）
蒙古人民共和国国旗（1930－1940）
蒙古人民共和国国旗（1940－1992）
蒙古国国旗（1992－2011）
内蒙古人民共和国国旗
布里亚特共和国国旗
阿加布里亚特区区旗（英语：Flag of Agin-Buryat Okrug）
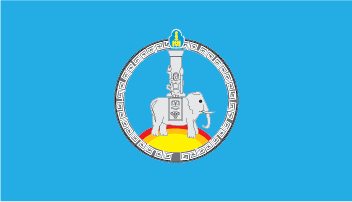
巴彦洪戈尔省省旗
戈壁阿爾泰省省旗
鄂爾渾省省旗
烏布蘇省省旗
前杭爱省省旗
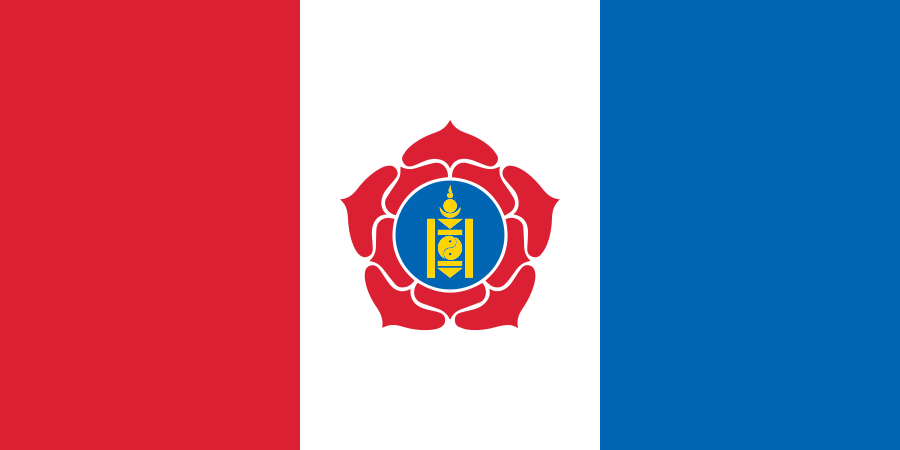
蒙古人民党党旗
蒙古國民主黨黨旗
蒙古民族民主黨黨旗
蒙古傳統統一黨黨旗
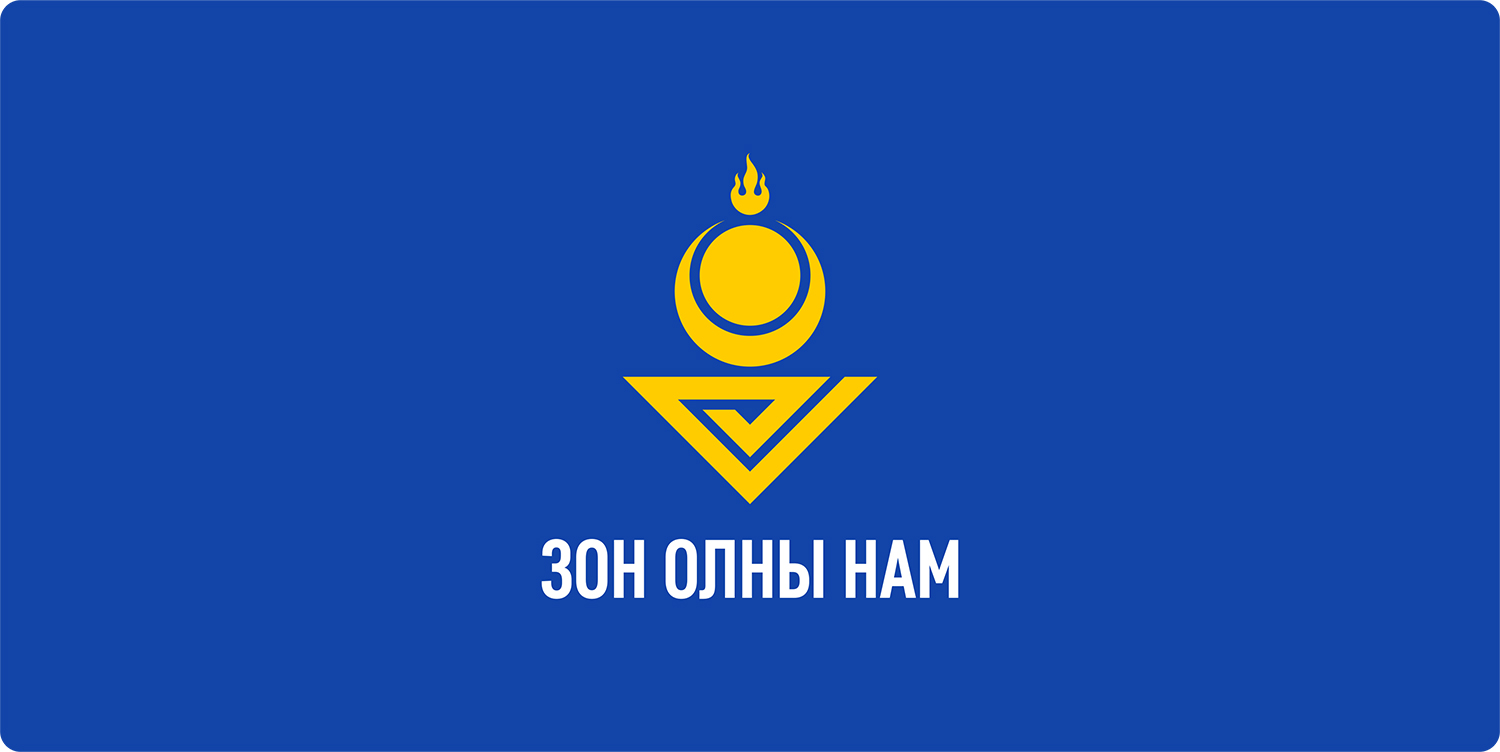
蒙古國民眾黨黨旗
内蒙古人民党党旗
蒙古武装部队軍旗
蒙古武装部队進軍旗
蒙古帝國軍隊軍旗
蒙古國陸軍軍旗
蒙古國陸軍進軍旗
蒙古奥林匹克委员会會旗

## 徽章

蒙古國國徽
大蒙古国國徽
蒙古人民共和國國徽（1924－1939）
蒙古人民共和國國徽（1939－1940）
布里亚特共和国国徽（俄语：Герб Бурятии）
烏蘭巴托市市徽
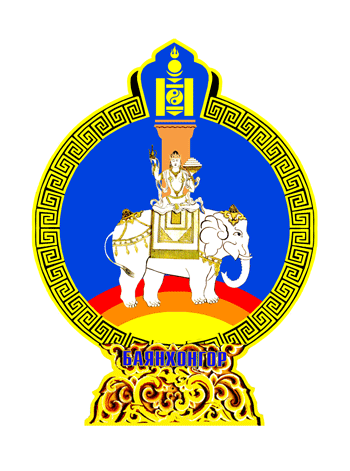
巴彦洪戈尔省省徽
巴彦乌列盖省省徽
戈壁阿爾泰省省徽
烏布蘇省省徽
蒙古人民党黨徽
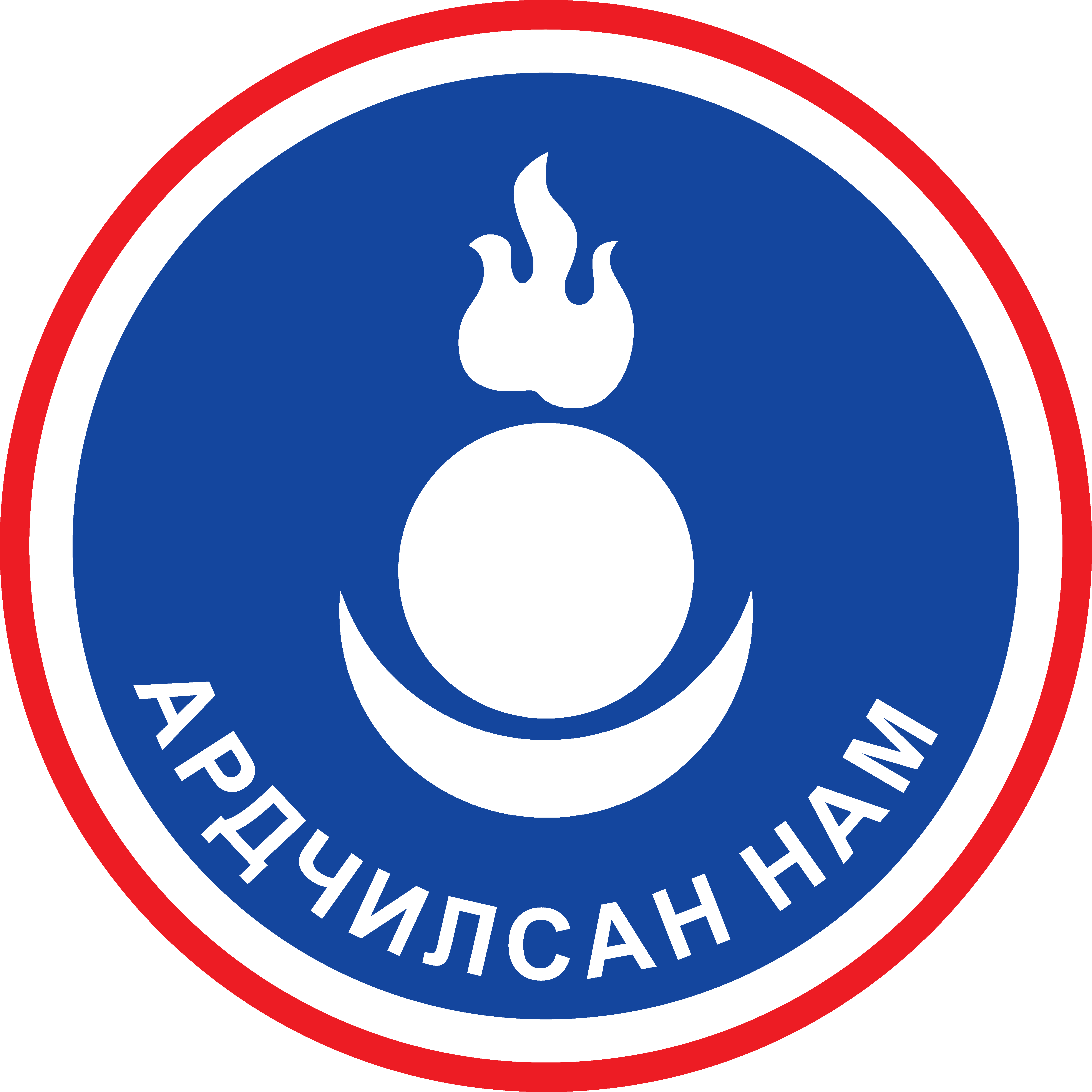
蒙古國民主黨黨徽
蒙古國民主黨黨徽
蒙古傳統統一黨黨徽
蒙古國民眾黨黨徽
國家大呼拉爾會徽
國家大呼拉爾會徽
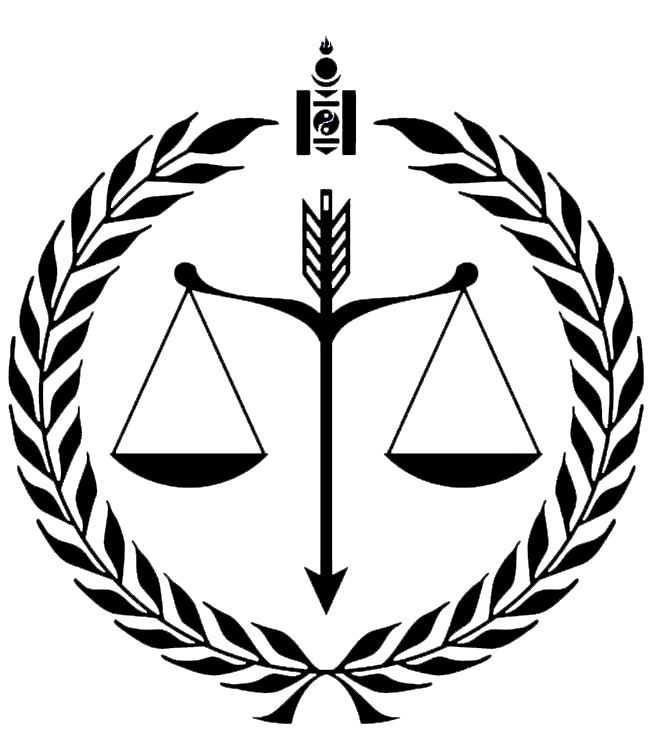
蒙古國最高法院（英语：Supreme Court of Mongolia）院徽
蒙古人民军军徽
蒙古國陸軍軍徽
蒙古國空軍（英语：Mongolian Air Force）國籍標誌
蒙古人民共和國空軍國籍標誌
蒙古人民共和国空军国籍标志
蒙古奥林匹克委员会会徽
蒙古曲棍球聯合會（英语：Mongolian Ice Hockey Federation）會徽